# Üsküdar
Üsküdar là một huyện thuộc tỉnh İstanbul, Thổ Nhĩ Kỳ. Huyện có diện tích 46 km² và dân số thời điểm năm 2007 là 582666 người, mật độ 12667 người/km².